# Cmentarz żydowski w Wołominie
Cmentarz żydowski w Wołominie – kirkut został założony w końcu XIX wieku. Mieścił się przy zbiegu ulic Słowiańskiej i Andersa. W czasie II wojny światowej został zdewastowany. Niszczony był również po wojnie przez studentów medycyny, którzy wykopywali szczątki ludzkie. Po 1945 jego teren został częściowo zabudowany. Nie zachował się żaden ślad po nekropolii.